# Paul Förster
Artur Paul Förster (* 14. November 1844 in Delitzsch; † 31. Dezember 1925 in Berlin) war, ebenso wie sein Bruder Bernhard Förster, ein antisemitischer Publizist und Politiker im Kaiserreich.

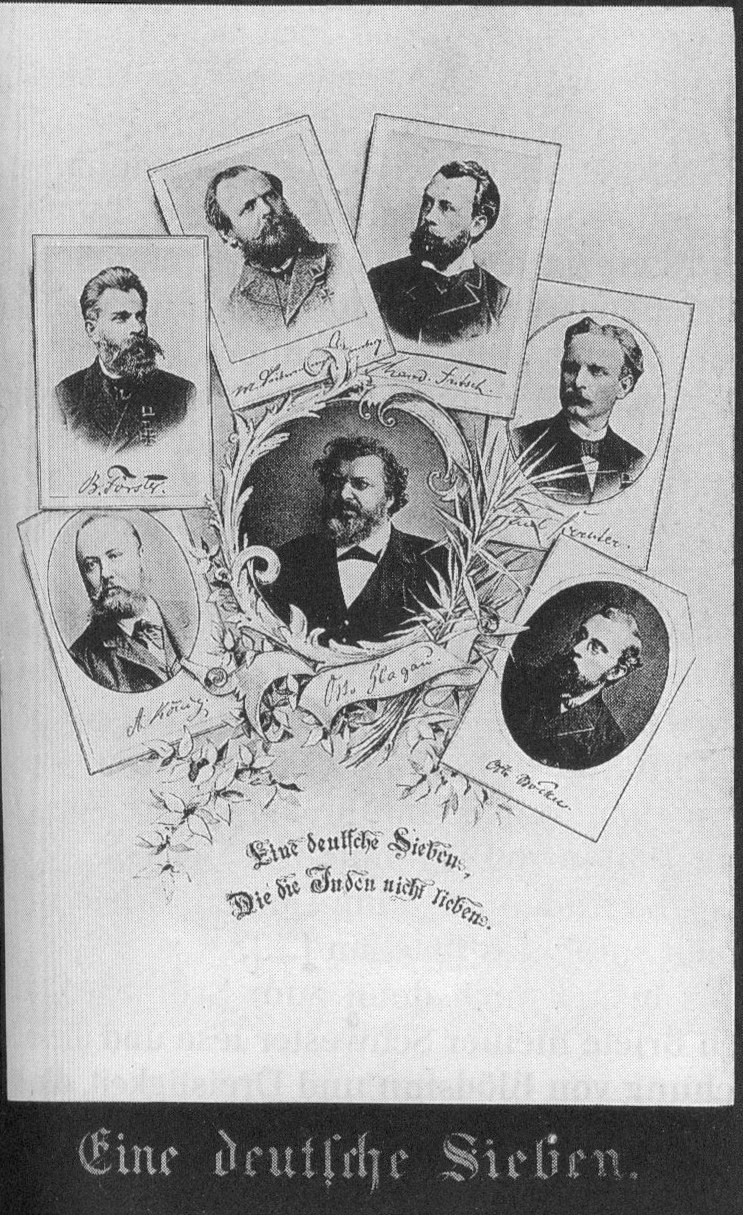
„Berliner Bewegung“: Mitte Otto Glagau; im Uhrzeigersinn Adolf König, Bernhard Förster, Max Liebermann von Sonnenberg, Theodor Fritsch, Paul Förster und Otto Böckel, um 1880

## Leben
Paul Förster wurde als Sohn eines Pfarrers geboren. Von seinen beiden älteren Brüdern wurde Theodor Förster Superintendent in Naumburg und Halle sowie Professor an der Halleschen Universität und Bernhard Förster Gymnasiallehrer und politischer Agitator.
Förster studierte in Göttingen und Berlin, wo er 1873 promovierte, und arbeitete anschließend als Gymnasiallehrer in Berlin. Er trat als Agitator in der Berliner Bewegung auf und war Mitinitiator der Antisemitenpetition 1880/81, die die Rücknahme von Gleichstellungsgesetzen für Juden forderte. Von 1889 bis 1907 kandidierte er für verschiedene antisemitische Gruppierungen für den Reichstag. Bei der Reichstagswahl 1893 gewann er neben Max Liebermann von Sonnenberg, Adolf König und Hans Leuss eines der vier Mandate der Deutschsozialen Partei per Nachwahl. Bis 1898 war er Abgeordneter der DSP bzw. der Deutschsozialen Reformpartei.
Förster war Gründer und Vorsitzender des Deutschen Volksbundes, der allerdings ohne Einfluss auf die Politik blieb, sowie Vorsitzender des Internationalen Vereins zur Bekämpfung der Wissenschaftlichen Tierfolter (Verein gegen die Vivisektion) mit Sitz in Dresden. 1896 beantragte er im Reichstag die Abschaffung der Impfpflicht.

## Werke
- Unsere deutsch-sozialen Grundsätze und Forderungen. Vortrag, gehalten auf dem deutsch-socialen Parteitage in Breslau. Mit dem Programm der deutsch-socialen Partei. Germanicus-Verlag, Leipzig 1892 (Sammlung deutsch-sozialer Flugschriften 4).
- Wie stehen wir – wie siegen wir? : Rede des Reichstags-Abgeordneten Prof. Dr. Paul Förster, gehalten zur Begründung der „Antisemitischen Vereinigung für Norddeutschland“ auf dem zweiten Norddeutschen Antisemitentage … 1893 … zu Berlin … Antisemitische Vereinigung für Norddeutschland, Berlin 1893.
- Gedenke daß Du ein Deutscher bist! Deutsch-Sozial! Einer für alle! Alle für einen! Berger, Leipzig 1900.
- Hans von Mosch: Die deutschen Parteien vor dem Richterstuhl Germanias. Dramatisches Festspiel zur Feier des 2. Stiftungsfestes des Deutsch-Socialen Vereins zu Breslau. Mit einem Vorwort von Paul Förster. Breslau o. J.
- Vorwärts und durch! Ein Kriegsruf. 2. verm. Aufl. Gsellius, Berlin 1914.
- Der Fall Ahlwardt in der öffentlichen Meinung und im Lichte der Wahrheit. Eine Streitschrift. Dritte veränd. und um ein Nachwort über den Prozess „Judenflinten“ verm. Aufl. G. A. Dewald, Berlin 1893.